# Libnotes trukensis
Libnotes trukensis är en tvåvingeart som först beskrevs av Alexander 1972.  Libnotes trukensis ingår i släktet Libnotes och familjen småharkrankar. Inga underarter finns listade i Catalogue of Life.